# Poutine
La poutine è un piatto tipico del Québec composto da patate fritte, cagliata di formaggio e salsa gravy.

## Diffusione
La poutine è venduta in Canada anche da catene di fast food come Harvey's, Burger King, KFC e McDonald's.

## Salsa
La salsa per la poutine è composta da farina, brodo di pollo, acqua, sale e pepe. Esistono varianti della poutine come la poutine italiana, che si differenzia dall'originale per la presenza del ragù bolognese al posto della tipica salsa da poutine.

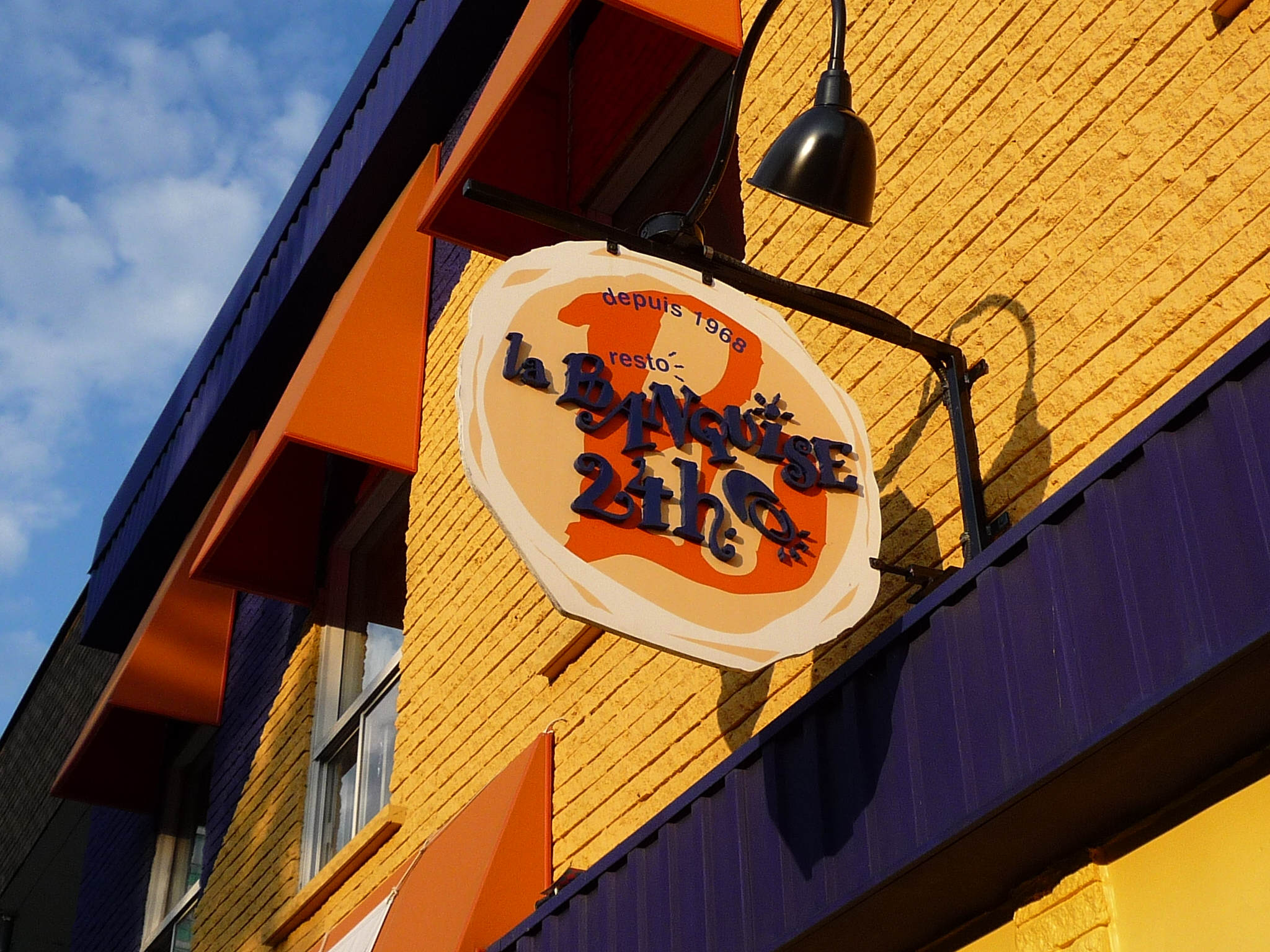
Il ristorante La Banquise di Montréal serve oltre 25 tipi diversi di poutine.